# Gabunia bardo
Gabunia bardo là một loài tò vò trong họ Ichneumonidae.